# Gustavo Costas
Gustavo Adolfo Costas Makeira, meglio noto come Gustavo Costas (Avellaneda, 28 febbraio 1963), è un allenatore di calcio ed ex calciatore argentino, di ruolo difensore, tecnico del Racing Club.

## Palmarès

### Giocatore

#### Competizioni internazionali
- Supercoppa Sudamericana: 1

Racing Club: 1988
- Supercopa Interamericana: 1

Racing Club: 1988

### Allenatore

#### Competizioni nazionali
- Campionato peruviano: 2

Alianza Lima: 2003, 2004
- Campionato paraguaiano: 1

Cerro Porteño: 2005
- Campionato ecuadoriano: 1

Barcelona SC: 2012
- Campionato colombiano: 1

Ind. Santa Fe: 2014-II
- Súper Liga: 1

Ind. Santa Fe: 2015

#### Competizioni internazionali
- Coppa Sudamericana: 2

Ind. Santa Fe: 2015
Racing Club: 2024
- Coppa Suruga Bank: 1

Ind. Santa Fe: 2016
- Recopa Sudamericana: 1

Racing Club: 2025